# Zagroda wzorowa
Zagroda wzorowa. Ilustrowane czasopismo rolnicze, poświęcone sprawom dobrego gospodarstwa wiejskiego z jego wszelkimi gałęziami – tygodnik wydawany w latach 1925-1929 we Lwowie przez Spółkę Wydawniczą „Zagroda wzorowa”, założoną specjalnie w tym celu przez botanika prof. Bronisława Janowskiego oraz Zofię Łosiową ziemiankę i działaczkę społeczną.
Podtytuł pisma brzmiał Ilustrowane czasopismo rolnicze, poświęcone sprawom drobnego gospodarstwa wiejskiego z jego wszelkimi gałęziami. Tygodnik był czasopismem ściśle fachowym, adresowanym do chłopów małorolnych, mającym im pomóc w racjonalizacji gospodarki. Nie zawierał materiałów publicystycznych.
Bronisław Janowski był początkowo redaktorem odpowiedzialnym, od 1926 r. redaktorem naczelnym. Zofia Łosiowa sprawowała funkcję redaktora do 15 czerwca 1926, kiedy opuściła Lwów, by zająć się bardziej swym majątkiem rolnym w Torskiem.
W 1929 r. nastąpiło połączenie oddziałów lwowskiego i krakowskiego Małopolskiego Towarzystwa Rolniczego. Wkrótce Zagroda wzorowa połączyła się z pismem wydawanym przez Oddział Krakowski MTR Przewodnikiem Kółek Rolniczych w nowe pismo Zagroda Wzorowa. Przewodnik Kółek Rolniczych. Ilustrowany Tygodnik Rolniczy.